# Adetus lineatus
Adetus lineatus là một loài bọ cánh cứng trong họ Cerambycidae.